# Wereldkampioenschap voetbal 1986 (kwalificatie)
121 teams schreven zich in voor de kwalificatie van het Wereldkampioenschap voetbal 1986. Gastland Mexico en titelverdediger Italië waren automatisch geplaatst.

## Gekwalificeerde landen
Voor Europa waren er opnieuw veertien tickets beschikbaar, Italië, West-Duitsland, Polen, Frankrijk, Engeland, de Sovjet-Unie, Spanje, België, Noord-Ierland, Hongarije en Schotland waren er opnieuw bij. Joegoslavië en Tsjecho-Slowakije werden uitgeschakeld door respectievelijk Bulgarije en Portugal, Denemarken nam de plaats van Oostenrijk in.
In Zuid Amerika plaatsten Brazilië en Argentinië zich opnieuw, Chili verloor eerst van Uruguay, daarna van Paraguay, Peru was de andere afvaller. In Afrika plaatste Algerije zich opnieuw, Marokko nam de plaats van Kameroen in. In Noord-Amerika schakelde Canada Honduras uit, Mexico nam de plaats van El Salvador in en in Azië namen Zuid-Korea en Irak de plaats in van Koeweit en Nieuw-Zeeland.

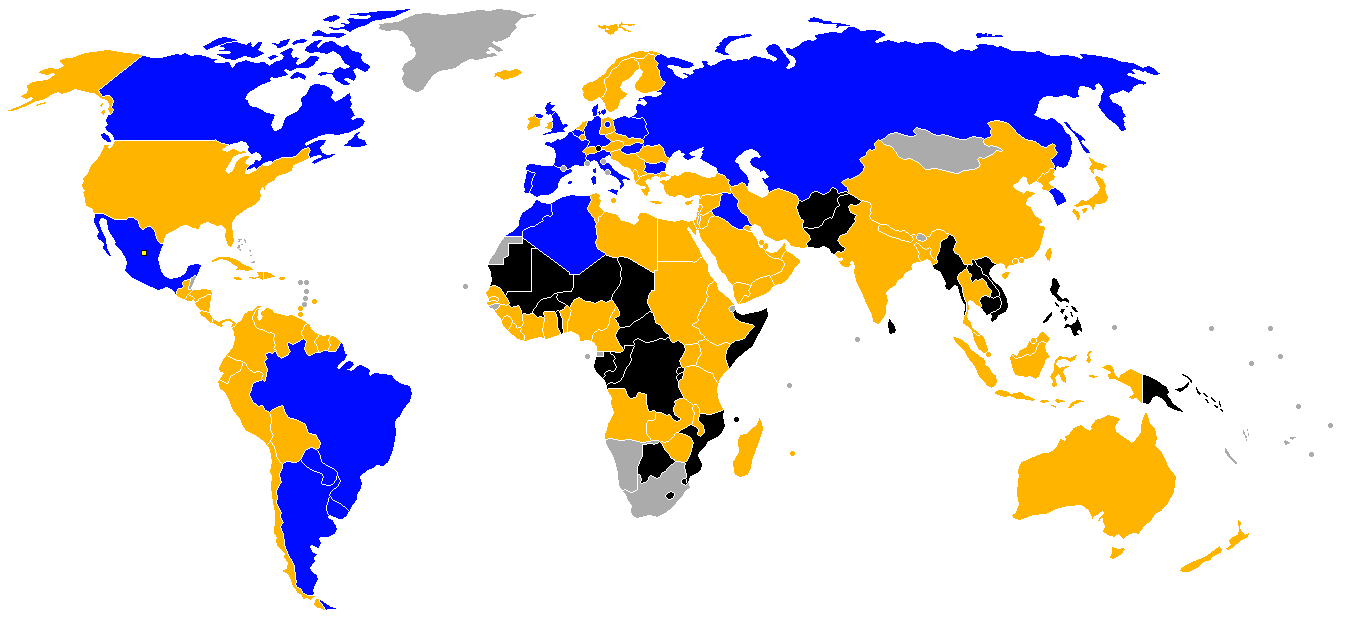
Gekwalificeerd voor het Wereldkampioenschap
Niet gekwalificeerd voor het Wereldkampioenschap
Niet ingeschreven voor de kwalificaties
Geen FIFA-lid

| FIFA-lid       | Confederatie | Kwalificatie        | Aantal dln. (incl. 1986) | Dln. op rij | Eerste dln. | Laatste dln. | Titels (excl. 1986) | Beste prestatie |
| -------------- | ------------ | ------------------- | ------------------------ | ----------- | ----------- | ------------ | ------------------- | --------------- |
| Algerije       | CAF          | Finaleronde         | 2e                       | 2           | 1982        | 1982         | 0                   | Groepsfase      |
| Marokko        | CAF          | Finaleronde         | 2e                       | 1           | 1970        | 1970         | 0                   | Groepsfase      |
| Irak           | AFC          | Winnaar Zone A      | 1e                       | 1           | n.v.t.      | n.v.t.       | n.v.t.              | n.v.t.          |
| Zuid-Korea     | AFC          | Winnaar Zone B      | 2e                       | 1           | 1954        | 1954         | 0                   | Groepsfase      |
| Italië (t)     | UEFA         | Titelverdediger     | 11e                      | 7           | 1934        | 1982         | 3                   | Winnaar         |
| Polen          | UEFA         | Winnaar groep 1     | 5e                       | 4           | 1938        | 1982         | 0                   | Derde           |
| West-Duitsland | UEFA         | Winnaar groep 2     | 11e                      | 9           | 1934        | 1982         | 2                   | Winnaar         |
| Portugal       | UEFA         | Tweede groep 2      | 2e                       | 1           | 1966        | 1966         | 0                   | Derde           |
| Engeland       | UEFA         | Winnaar groep 3     | 8e                       | 2           | 1950        | 1982         | 1                   | Winnaar         |
| Noord-Ierland  | UEFA         | Tweede groep 3      | 3e                       | 2           | 1958        | 1982         | 0                   | Kwartfinale     |
| Frankrijk      | UEFA         | Winnaar groep 4     | 9e                       | 3           | 1930        | 1982         | 0                   | Derde           |
| Bulgarije      | UEFA         | Tweede groep 4      | 5e                       | 1           | 1962        | 1974         | 0                   | Groepsfase      |
| Hongarije      | UEFA         | Winnaar groep 5     | 9e                       | 3           | 1934        | 1982         | 0                   | Tweede          |
| Denemarken     | UEFA         | Winnaar groep 6     | 1e                       | 1           | n.v.t.      | n.v.t.       | n.v.t.              | n.v.t.          |
| Sovjet-Unie    | UEFA         | Tweede groep 6      | 6e                       | 2           | 1958        | 1982         | 0                   | Vierde          |
| Spanje         | UEFA         | Winnaar groep 7     | 7e                       | 3           | 1934        | 1982         | 0                   | Vierde          |
| België         | UEFA         | Winnaar play-off    | 7e                       | 2           | 1930        | 1982         | 0                   | Tweede ronde    |
| Schotland      | UEFA         | play-off (UEFA–OFC) | 6e                       | 4           | 1954        | 1982         | 0                   | Groepsfase      |
| Mexico (g)     | CONCACAF     | gastland            | 9e                       | 1           | 1930        | 1978         | 0                   | Kwartfinale     |
| Canada         | CONCACAF     | Eerste finalegroep  | 1e                       | 1           | n.v.t.      | n.v.t.       | n.v.t.              | n.v.t.          |
| Argentinië     | CONMEBOL     | Winnaar groep 1     | 9                        | 4           | 1930        | 1982         | 1                   | Wereldkampioen  |
| Uruguay        | CONMEBOL     | Winnaar groep 2     | 8                        | 1           | 1930        | 1974         | 2                   | Wereldkampioen  |
| Brazilië       | CONMEBOL     | Winnaar groep 3     | 13                       | 13          | 1930        | 1982         | 3                   | Wereldkampioen  |
| Paraguay       | CONMEBOL     | Winnaar play-off    | 4                        | 1           | 1930        | 1958         | 0                   | Groepsfase      |